# Atlas Tower (Warschau)

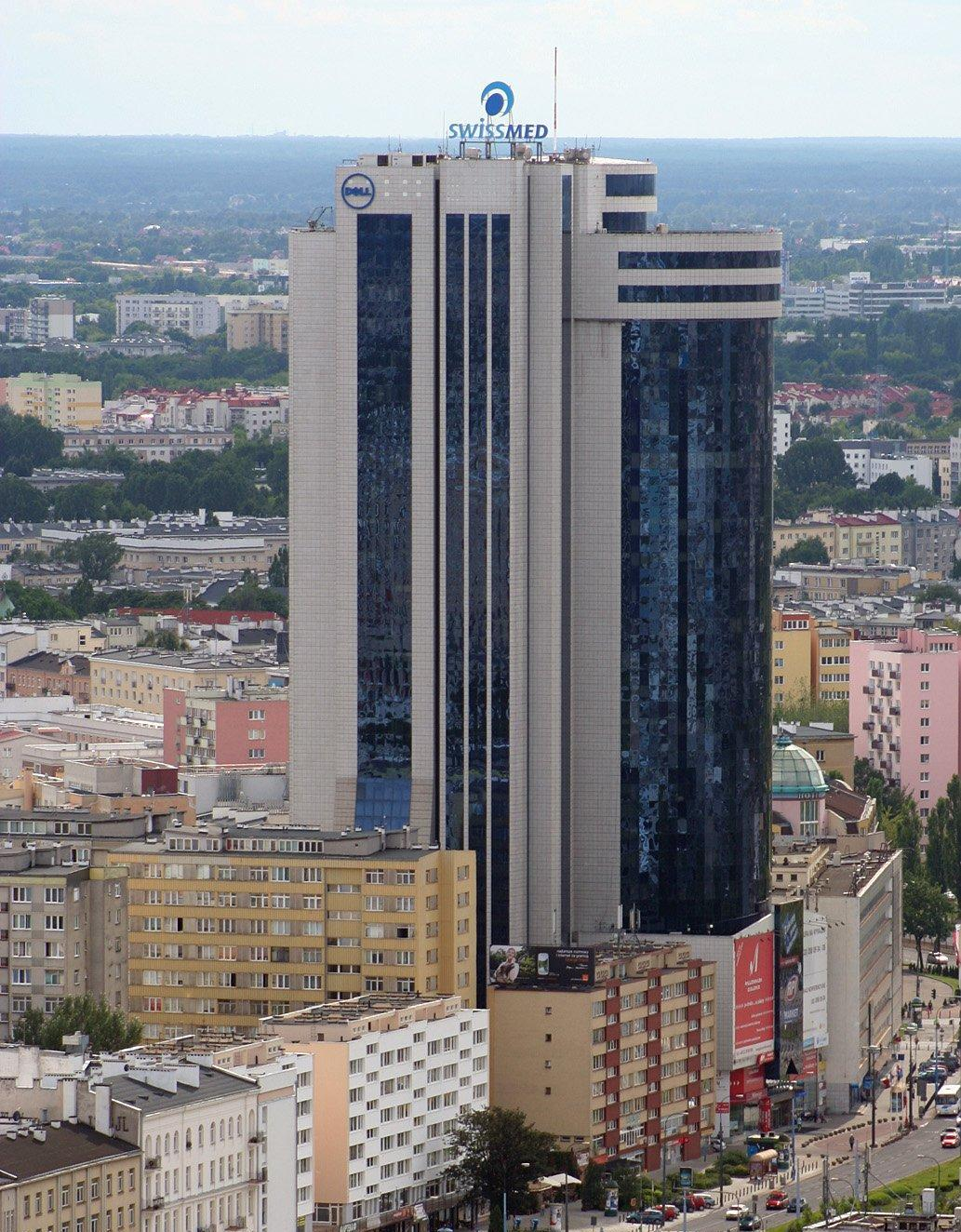

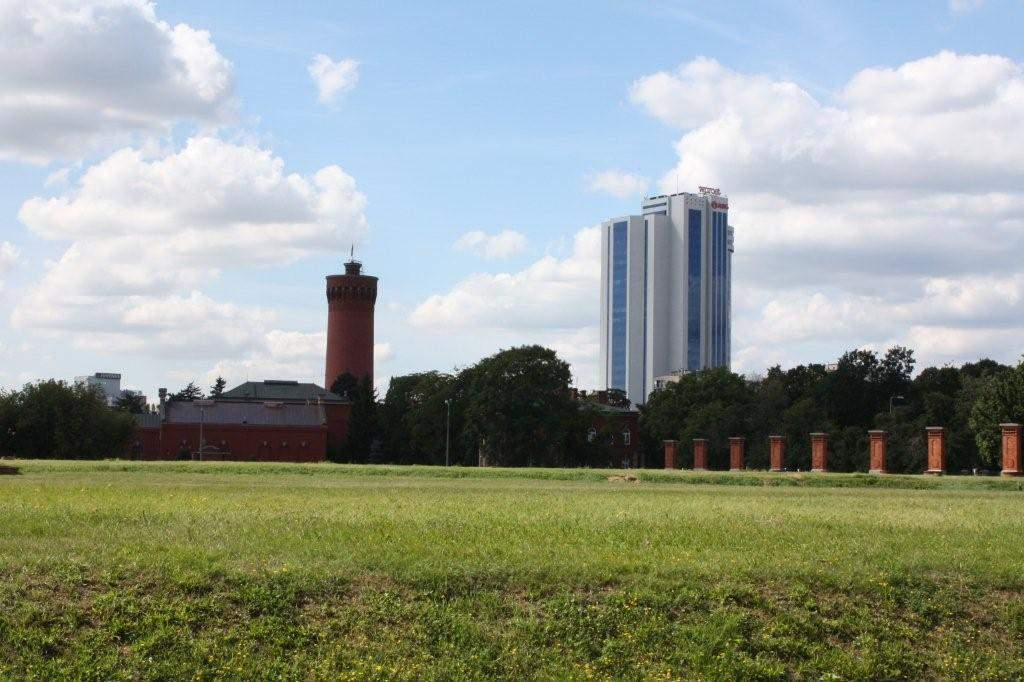
Blick auf das freistehende Hochhaus aus südostwärtiger Richtung über die Lindley-Filteranlage hinweg

Der Atlas Tower (frühere Namen: Reform Plaza 1999–2003 und Millennium Plaza 2003–2018) ist ein Bürohochhaus in Warschau. In den unteren Stockwerken befindet sich ein Einkaufszentrum. Das Ende der 1990er Jahre errichtete Gebäude gehört zu den umstrittensten Neubauten der Stadt nach der Wende.

## Geschichte
Das Gebäude liegt an der Einmündung der Aleje Jerozolimskie (Nr. 123) in den Kreisverkehr des Plac Artura Zawiszy und gehört damit gerade noch zum Innenstadtdistrikt. Da es rund 800 Meter von den Hochhäusern des Warschauer Finanz- und Geschäftsviertels rund um die Ulica Emilii Plater entfernt liegt, ragt das Millennium Plaza mit seinen oberirdischen 28 Etagen auffallend aus der in seiner Umgebung nur etwa sechsgeschossigen Nachkriegsbebauung heraus. Diese Alleinstellung wird häufig kritisiert.
Investor des Neubaus war die Reform Company Sp. z o.o. des türkischen Textilunternehmers Sabri Bekdas, der Mitte der 1900er Jahre große Grundstücksflächen in Warschau, vorwiegend an den Aleje Jerozolimskie, erwarb. Projektiert wurde das damalige Reform Plaza von dem ebenfalls türkischen Architekten und Unternehmer Vahap Toy.
Baubeginn war im Jahr 1998, die Fertigstellung erfolgte 1999. Die Baukosten betrugen 45 Millionen Dollar. Zur Eröffnungsfeier des Reform Plaza am 20. Oktober 1999 ließ der Bauherr 16 Abgeordnete und fünf Minister aus der Türkei einfliegen. Der damalige polnische Präsident Aleksander Kwaśniewski erschien trotz Einladung nicht. Stattdessen war der polnische Minister Ryszard Kalisz anwesend. Der Wojwode von Masowien, Maciej Gielecki, sowie der Präsident der Stadt Warschau, Marcin Święcicki, verwiesen in ihren Ansprachen bei der Eröffnung auf die Bedeutung von türkischen Investitionen in Polen.
Die Vermietung der Büroflächen im Objekt gestaltete sich wegen seiner Lage und Ausstattung schwierig. Einer der ersten Mieter war die Dresdner Bank. Im Jahr 2002 übernahmen die niederländischen Investoren Singspiel Investeringen B.V. und Anandrous B.V. eine Mehrheit an dem Hochhaus. Neuer Hauptmieter wurde nun die Bank Millennium, eine Tochtergesellschaft der Banco Comercial Português “Millennium”, die neun Stockwerke anmietete. Der Name des Gebäudes wurde daraufhin in Millennium-Plaza geändert.
Die neuen Eigentümer beabsichtigten eine umfassende Modernisierung des Hochhauses. So sollte auch die Fassade moderner gestaltet werden. Zu diesem Umbau kam es nicht, dagegen wurden rund 2 Millionen Złoty in den Anbau dreier zusätzlicher Aufzüge an der ostwärtigen Außenfassade sowie die Anlage eines unterirdischen Zuganges zur Tiefgarage investiert. Weitere Mieter waren zu der Zeit der Verlag der Zeitschrift Wprost sowie die Firmen Dell and ABG S.A. – deren Logos an den obersten Stockwerken des Gebäudes gezeigt wurden. Bis zum März 2008 blieb das Millennium Plaza das Zentralbüro der Bank Millennium. Aber auch nachdem die Mietfläche der Bank stark reduziert wurde, behielt das Hochhaus bis Ende 2018 seinen Namen.
Zum Anfang des Jahres 2019 wurde das Gebäude in Atlas Tower umbenannt. Derzeitige Mieter sind neben anderen die Botschaft Mexikos und Turkish Airlines.
Die Einwohner Warschaus haben verschiedene Spitznamen für das Gebäude entwickelt. Der bekannteste ist Toi Toi – nach der Mobiltoilettenmarke Toi Toi, der offensichtlich auf die Gestalt und Farbgebung des Hochhauses anspielt.

## Ausstattung
Das Hochhaus entspricht in Teilen türkischer Bauart und Geschmack. Das Äußere des Gebäudes ähnelt verschiedenen in Istanbul befindlichen Hochhäusern, wie den etwa zeitgleich errichteten Giz 2000 Plaza- oder Yapi-Kredi-Tower-Gebäuden. Die Statik des Gebäudes wird von massiven Pfeilern bestimmt, da beim Bau zugunsten von Beton der Einsatz von Stahlarmierung reduziert wurde. Auch der Innenbereich entspricht eher türkischem Geschmacksempfinden und wird der Exzentrik des Bauherrn und Architekten zugesprochen. So sind Eingangsbereich und die Shopping-Etagen mit umfangreichen, goldenen Zierelementen ausgestattet. Die vier Etagen mit Geschäften schließen sich um eine offene Halle, die von zwei Panoramaaufzügen und einem Aquarium bestimmt wird. Viele Pflanzen und ein Springbrunnen sollen ein spezielles Klima mit erhöhter Luftfeuchtigkeit schaffen.
Der Atlas Tower verfügt über drei unterirdische, als Tiefgarage sowie durch ein Fitnesscenter genutzte Geschosse sowie 28 oberirdische Etagen. Die ersten vier Etagen dienen als Einkaufszentrum; im fünften Stock befinden sich mehrere Restaurants. Das sechste Geschoss enthält ein Konferenzzentrum. Darüber liegende Geschosse werden als Büroflächen genutzt, zu denen sechs Fahrstühle führen. Das Hochhaus steht auf einer Grundfläche von rund 2300 Quadratmetern und hat eine Höhe von 112 Metern, der Mast erreicht eine Höhe von 124 Metern. Eine ursprünglich geplante Gartenlandschaft mit Teichen sowie ein Hubschrauberlandeplatz auf dem Dach des Gebäudes wurden nicht realisiert.